# Бландон (Пенсилванија)
Бландон (енгл. Blandon) насељено је место без административног статуса у америчкој савезној држави Пенсилванија.

## Демографија
По попису из 2010. године број становника је 7.152.
| Група             | 2000.    | 2010.         |
| Белци             | 0 (0,0%) | 6.280 (87,8%) |
| Афроамериканци    | 0 (0,0%) | 257 (3,6%)    |
| Азијати           | 0 (0,0%) | 105 (1,5%)    |
| Хиспаноамериканци | 0 (0,0%) | 423 (5,9%)    |
| Укупно            | 0        | 7.152         |